# 로라제팜
로라제팜(Lorazepam)은 벤조디아제핀 계열에 속하는 향정신성의약품으로, 지속시간이 짧거나 중반을 보여준다. 로라제팜은 항불안작용, 기억상실, 진정/최면작용, 항경련작용, 근육 이완 등 5가지의 벤조디아제핀계 고유의 특성을 지니고 있다. 로라제팜은 강력한 항불안제이며, 로라제팜이 출시된 1977년 이후로 로라제팜은 주로 불안 증상에 처방되어왔다. 다른 벤조디아제핀계와 같이 로라제팜도 잠재적인 높은 중독성을 보인다.

## 사용
로라제팜은 다른 벤조디아제핀 계열에 속하는 오남용 우려 의약품이므로, 처방 일수에 따라, 일정한 제한이 있지만, 불가피한 경우에 한해서 4주 이내의 단기간에만 처방할 것을 제한적으로 권고한다. 항불안 효과를 가지고 있으며, FDA에서 사용량에 대해 권고하였지만, 짧은 기간 갑작스럽고 극심한 불안에 대한 단기적 처방으로 잘 알려져 있다.
로라제팜은 빠르게 작용하며, 갑자기 일어나는 공황에 대한 불안을 잠재워준다.
또한 로라제팜은 강력한 진정/수면 효과를 가지며, 이런 효과를 이용하여, 불면증의 단기적 요법에 사용하기도 하며, 맹렬한 불안을 침착하게 하는 효과도 가지고 있다. 로라제팜을 약 1주일 동안 사용한 후 갑자기 중단하게 되면 불면증이 재발하거나 불안이 재발하는 금단현상이 발생할 수도 있다.
또한 로라제팜은 기억상실 작용도 있는데, 이 기억상실은 로라제팜의 항불안작용과 진정작용과 함께 로라제팜을 유용한 예비마취제로 사용할 수 있게 한다. 로라제팜은 전체적인 마취를 하기 전에 마취제의 양을 줄이는 데 사용되거나, 치과 치료나 혹은 내시경 검사 같은 불쾌한 과정전에 투여하여 사람들을 진정시키며, 또한 그 과정에 대한 기억상실을 하게 만든다. 구강으로 삼키는 로라제팜의 경우엔 필요한 과정을 밟기 전 90~120분 전에 복용하며, 정맥주사의 경우엔 과정을 밟기 전 10분 전에 투여한다.
명료한 항경련 효과와 로라제팜의 약물동태학으로 인해서 정맥주사하는 로라제팜은 믿음직한 간질중첩증 치료제로 쓰이지만, 비교적 오래 끄는 진정작용에 지나지 않는다. 구강으로 섭취하는 로라제팜과 그리고 다른 벤조디아제핀은 장기간의 항경련제로 쓰이지만, 경련의 약물내성을 초래할 가능성이 있어 맨 처음부터 쓰이진 않는다.
로라제팜의 향경련효과 혹은 CNS(중추 신경계) 억제제의 특성은 알콜 금단증상의 예방과 치료에 사용된다. 이런 조합은 간독성이 없으며, 로라제팜의 경우 산화나 대사과정에서 간장이나 다른 방법을 통해서 대사하지 않는다.
진정이 필요한 폭력적이거나 동요하는 환자들, 특히 급성 정신착란을 일으키는 경우 로라제팜이 사용되지만, 로라제팜이 모순반응을 일으킬 수 있으며, 이런 경우엔 되도록이면 할로페리돌을 섞어주는 것이 도움이 된다.
무력한 언행을 동반하는 긴장증의 경우엔 2mg의 알약으로 제어하거나 느리게 작용하는 정맥주사를 놓는다. 이런 증상은 다시 재발할 수 있으며, 치료에 며칠이 소요될 수 있다. 이런 긴장증은 뜻밖의 혹은 조급한 벤조디아제핀 금단증산을 보여, 로라제팜으로 다시 대응해야 한다. 이때 로라제팜이 모순반응을 보일 수 있는데, 할로페리돌이 종종 같이 쓰이곤 한다.
로라제팜은 또한 화학요법 후의 예기되는 구토억제에 쓰이는데, 이들 구역질은 정신적인 감각에 의해 발생하거나 악화되는 경향이 있다. 또한 로라제팜은 주기적 구토 증후군의 요법에도 사용되기도 한다.

## 형식과 적용

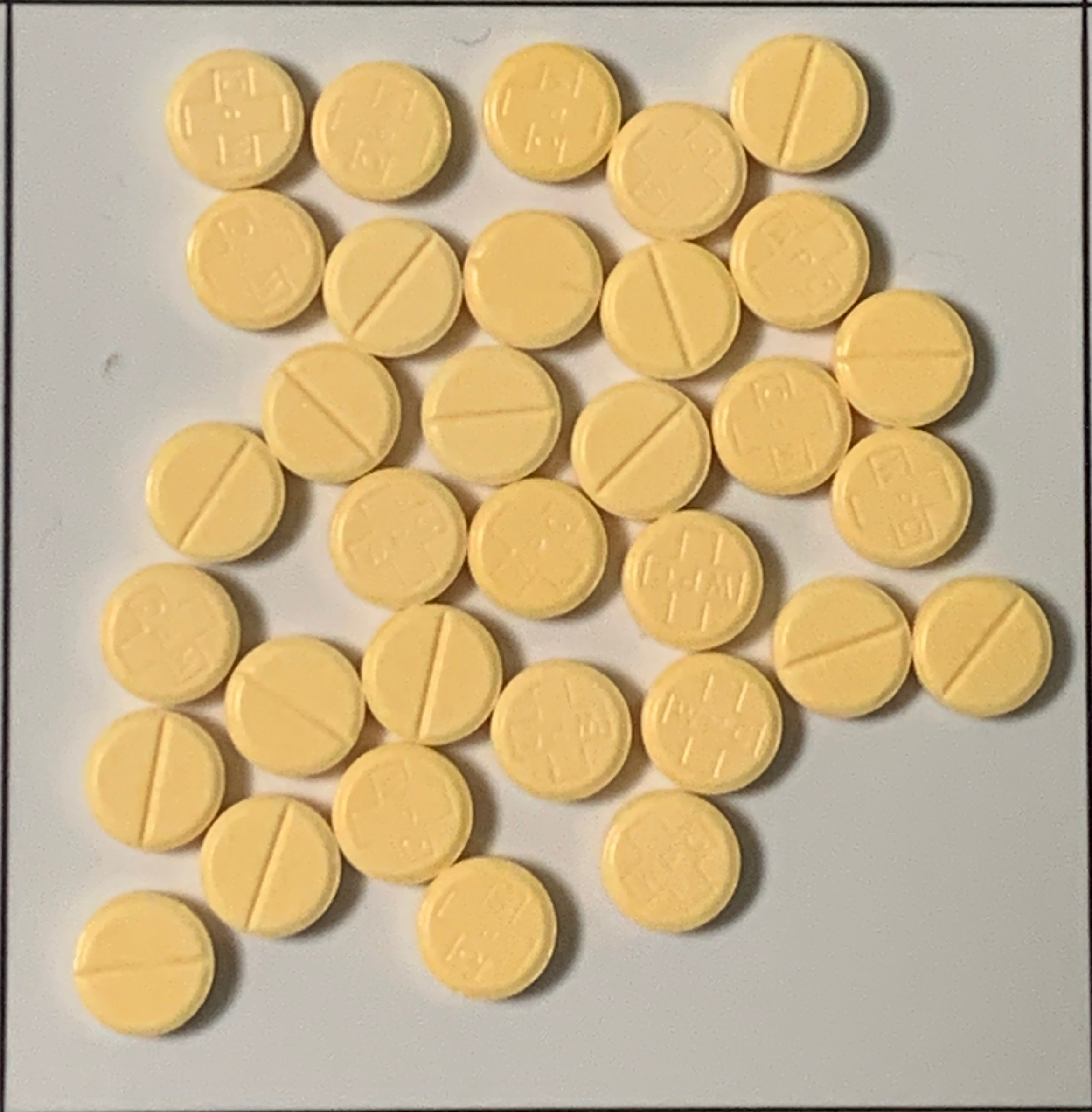
로라반 1mg (환인제약)

순수한 로라제팜은 거의 하얀가루로, 물과 기름에 녹지 않는다. 의학적으로 쓰이기 위해서 로라제팜은 대부분 경구형 정제(스리반, 로라반 등)나 주사용제로 쓰이며, 몇몇에선 피부에 붙이는 패치형식이나, 혀밑에 녹혀먹는 알약형식으로 나오기도 한다.
로라제팜 정제와 시럽은 입으로만 먹는 걸로 적용된다. 알약은 0.5 mg, 1 mg, 2mg으로 나뉘며, 나라마다 조금씩 달라지기도 한다. 로라제팜 정제는 아티반(일동제약), 스리반(명인제약), 로라반(환인제약)이란 상표명으로 붙여지기도 하는데 여기엔, 락토스, 마이크로크리스탈린 셀룰로스, 폴라크릴린 칼륨, 스테아린산 마그네슘과 색소(푸른색을 내는 데는 인디고카민(E132), 노란색을 내는 데는 타트라진(황색4호, E102))가 포함된다.
로라제팜의 주사용제는 깊은 근육주사나 정맥주사용으로 적용된다. 주사용제는 1 mL의 앰플 형식으로, 2 mg, 4mg의 로라제팜이 포함되어 있다. 용해제로는 폴리에틸렌 글리콜과 폴리필렌 글리콜이 사용된다. 방부제로는 벤질알코올이 사용된다. 용해제중 프로필렌 글리콜의 독성은 지속적으로 로라제팜 주사를 맞아온 환자들에게서 보고되고 있다. 정맥주사는 작용시간이 느리며, 호흡저하, 저혈압, 기도능력 저하등의 부작용을 고려하여 환자를 면밀히 관찰해야 한다.
효과의 절정은 혈청내에서의 최고농도와 부합하며, 정맥주사같은 경우 10분, 근육주사의 경우 1시간, 그리고 구강으로 섭취하는 경우 90~120분이 소요되나, 전체적인 효과는 그전에 나타난다. 임상용의 로라제팜은 약 6~12시간정도 효력이 지속되며, 이는 정기적으로 매일 관리하기에 편하다, 그래서 로라제팜은 정기적으로 2~4일분을 투여한다.

## 부작용
진정/최면, 근육이완, 불안 완화, 건망증, 경련 억제 등은 벤조디아제핀이 가진 다섯 가지 고유한 작용이지만, 이런 효과가 불필요한 사람에게는 부작용으로 간주될 수도 있다. 가장 큰 부작용은 이러한 부작용들이 뇌 손상의 결과로 인해서 발생한 것이며 영구적일 수 있다는 점이다. 로라제팜의 효과는 투약한 양에 비례하므로, 높은 복용량은 곧 효과와 부작용을 가져올수 있다. 반대로 적은 복용량은 낮은 효과와 부작용이 덜하게 된다.
불안증상을 가진 3500명의 환자들을 조사한결과 로라제팜의 부작용으로 진정(15.9%), 현기증(6.9%), 우유부단(4.2%), 몸떨림(3.4%)이 보였다. 부작용중 진정과 몸떨림은 나이가 들수록 더 심해지는 걸로 나타났다.
- 모순반응 : 벤조디아제핀을 쓰는 몇몇 경우, 모순반응이 생길 수 있는데 예를 들어 적개심이 더 높아진다든지, 공격성의 증가, 감정폭발 그리고 정신운동성 동요등이 있다.[25] 모순반응은 환자들이 예전에 성격장애와 정신병을 가졌을경우 심해진다. 모순반응은 여러 요소가 방아쇠가 되어 절망적인 반응을 끌어내는 것으로, 심지어 환자가 이런 스트레스와 좌절감을 처음에 치료하고 약을 투여하였을때도 나타난다. 모순반응은 약의 투여와 관련이 있으며, 대체로 약을 줄이거나 아예 처방에서 제외해 버린다.[26][27][28][29][30][31]
- 자살충동 : 벤조디아제핀은 우울증을 가지고 있는 환자들에게 자살충동을 불러오며, 자살생각을 억제하지 못하거나 혹은 분노가 정복해버리는 경우도 있다. 만일 벤조디아제핀을 복용한 환자를 주의 깊게 관찰하지 않는 경우 자살 행동을 할 위험이 있다. 이러한 자살충동은 벤조디아제핀계열 약물의 뇌손상에 기인할 수 있다.[32][33]
- 기억상실: 벤조디아제핀 중에서 로라제팜은 강력한 기억상실 효과를 가지고 있다.[4][34] 잠에 대한 5개의 다른 연구에서 로라제팜을 4mg를 밤에 섭취하고 다음밤에 실험자들의 하루동안의 기억이 사라져 있었으며, 기억상실이 없어지는 데는 2~3일이 걸렸다. 이러한 기억상실은 벤조디아제핀 계열의 뇌손상 부작용에 기인할 수 있으며, 이는 기억력 상실 이외에 사고능력이나 판단력 상실, 무감정 등이 나타날 수도 있음을 의미하며 자살 충동의 원인일 수도 있다.[35]
- 뇌 수축 : 1982년 영국 의학연구심의회(MRC)의 전문가들은 정신의학연구소 말콤 레이더 명예교수가 벤조디아제핀을 복용하면 만성 알코올 중독자들에게 나타나는 뇌 수축 현상과 같은 부작용이 있을 수 있다는 연구결과를 내놓자 장기조사가 필요하다고 동의했지만 이후 아무런 조치도 취하지 않았다. 더구나 MRC는 해당 보고서를 2014년까지 비공개로 분류했고, 레이더 교수의 문제 제기와 관련한 어떤 대책회의나 연구도 실행하지 않았다. MRC가 한 조치는 20번 남짓의 동물 실험에 대한 연구 지원 뿐이었다. 1995년 히더 애쉬톤 뉴캐슬 대학교 명예교수가 이 약의 장기 부작용에 대해 조사하겠다고 MRC에 연구비 신청을 했지만 역시 거부당했다. 이 약은 60년대 처음 출시됐을 때 인체에 무해하다는 광고로 사랑받으며 출시 10년 만에 세계적으로 가장 잘 팔리는 약 중 하나로 알려져 있다.영국에서는 지난해 2000만 건 이상이 처방됐으며 150만 명 이상의 피해자가 있을 것으로 추정된다. 레이더 교수는 이 약을 복용하면 뇌가 수축하는 일이 생길 수도 있고 중독이 되면 타는 듯한 기분, 시야의 일그러짐, 두통과 같은 금단 증상이 나타날 수도 있다고 경고했다.[36]
- 알츠하이머 : 영국 의학저널(BMJ)에 실린 보고서에 따르면 수면·진정제에 주로 쓰이는 화합물질인 '벤조디아제핀'이 알츠하이머 발생률을 평균 43 내지 51% 높인다.[37]

## 약학
다른 벤조디아제핀계와 같이, 로라제팜은 GABA 수용기와 밀접한 관련이 있으며, 이점은 로라제팜의 특별한 기억상실 효과를 설명해준다. 로라제팜의 주된 약학적인 효과로는 GABAA수용기의 효과를 높인다는 것이다. 또한 로라제팜이 포함된 벤조디아제핀계통은 대뇌피질을 억제시킨다.
로라제팜의 지속과 효력이 투여량과 관련이 있으며, 높은양을 투여할수록 효과는 오래간다. 이건 뇌가 벤조디아제핀 수용체의 수용량을 아끼기 때문에, 약은 약 3%정도의 사용가능한 수용체만을 점령하기 때문이다.
로라제팜의 항경련작용과 다른 벤조디아제핀의 경우, 부분 혹은 전체적으로 벤조디아제핀 수용체보다 나트륨 채널을 막고 있기 때문이다. 신경신호는 계속 오나, 벤조디아제핀의 영향으로 나트륨채널이 정상이 되는 것이 배양된 생쥐의 척추세포에서 발견되었다.

## 상호작용
로라제팜의 과다복용은 치명적일 수 있으며, 특히 술과 같이 복용할시 치명적인 호흡부진을 보일 수 있다. 이 조합은 또한 두약이 지니고 있는 탈억제와 기억억제를 높이는 경향이 있어, 잠재적으로 곤경에 빠지거나, 범죄상황까지 갈수 있다. 이 때문에 몇몇 전문가들은 환자들에게 로라제팜 복용시 술을 먹지마라고 경고하고 있지만, 그러나 이런 분명한 경고는 보편적으로 이루어지지 못하고 있다.